# Загір'я (Чорногорія)
Загір'я, Загор'є (чорн. Zagorje/Загорје) — село (поселення) в Чорногорії, підпорядковане общині Беране. Християнсько-мусульманське поселення з населенням 317 мешканців.

## Населення
Динаміка чисельності населення (станом на 2003 рік):
- 1948 → 386
- 1953 → 400
- 1961 → 395
- 1971 → 372
- 1981 → 377
- 1991 → 295
- 2003 → 317

Національний склад села (станом на 2003 рік):
Слід відмітити, що перепис населення проводився в часи міжетнічного протистояння на Балканах й тоді частина чорногорців солідаризувалася з сербами й відносила себе до спільної з ними національної групи (найменуючи себе югославами-сербами — притримуючись течії панславізму). Тому, в запланованому переписі на 2015 рік очікується суттєва кореляція цифр національного складу (в сторону збільшення кількості чорногорців) — оскільки тепер чіткіше проходитиме розмежування, міжнаціональне, в самій Чорногорії.